# Атака на саркофаг ЧАЭС
Ночью 14 февраля 2025 года российским дроном «Шахед-136» был нанесён удар по новому укрытию 4-го энергоблока Чернобыльской АЭС. Удар произошел накануне Мюнхенской конференции по безопасности, где вице-президент США Дж. Д. Вэнс должен был встретиться с президентом Украины Владимиром Зеленским. За день до удара президент США Дональд Трамп объявил о возможных мирных переговорах после того, что он назвал «крайне продуктивной» беседой с президентом России Владимиром Путиным.
В результате атаки постройка получила значительные повреждения, устранение которых потребует длительного дорогостоящего ремонта, а план работ с радиоактивными материалами был сорван.

## Атака
В 1:50 представители находящейся на ЧАЭС миссии МАГАТЭ зафиксировали взрыв и признаки пожара на крыше нового безопасного укрытия, которое накрывает старое укрытие, под которым находится разрушенный аварией 1986 года 4-й энергоблок станции. ГСЧС Украины получила сообщение о взрыве в 2:08, после чего на станцию были направлены группы спасателей, которые дежурят непосредственно на АЭС, а также из пожарных частей Чернобыля, Киева и Киевской области.
По данным ГСЧС Украины удар был нанесен ударным беспилотником «Герань-2» («Шахед-136») с фугасной боевой частью, беспилотник пробил крышу гаража технического обслуживания и взорвался внутри объекта. Пожарные оперативно погасили возгорание в нескольких местах, однако верхолазы были вынуждены демонтировать часть крыши конструкции для гашения очагов тления.
По данным МАГАТЭ, беспилотник пробил внешнюю и внутреннюю облицовки арки конфайнмента, создав дыру размером около 6 метров. Повреждены часть оборудования и кабели, но несущие конструкции не пострадали. Эксперты МАГАТЭ получили беспрепятственный доступ к месту удара.
Жертв и пострадавших не было. По сообщению ГСЧС радиационный фон после взрыва не превышал нормы и составлял 0,57 мкЗв/ч.

## Пожар
В течение трёх недель продолжалось горение и тление водонепроницаемой мембраны внутри укрытия. Официально об устранении пожара, возникшего в результате удара, было объявлено 7 марта. Согласно официальному заявлению, к этому моменту была повреждена приблизительно половина северной секции укрытия. Согласно заявлению МАГАТЭ пожар привёл к обширным повреждениям северной стороны крыши укрытия и повреждениям её южной стороны «в меншем масштабе». Для устранения пожара спасатели были вынуждены делать дыры во внешнем слое укрытия и заливать воду в те части структуры, которые должны были оставаться сухими для недопущения коррозии.

## Последствия

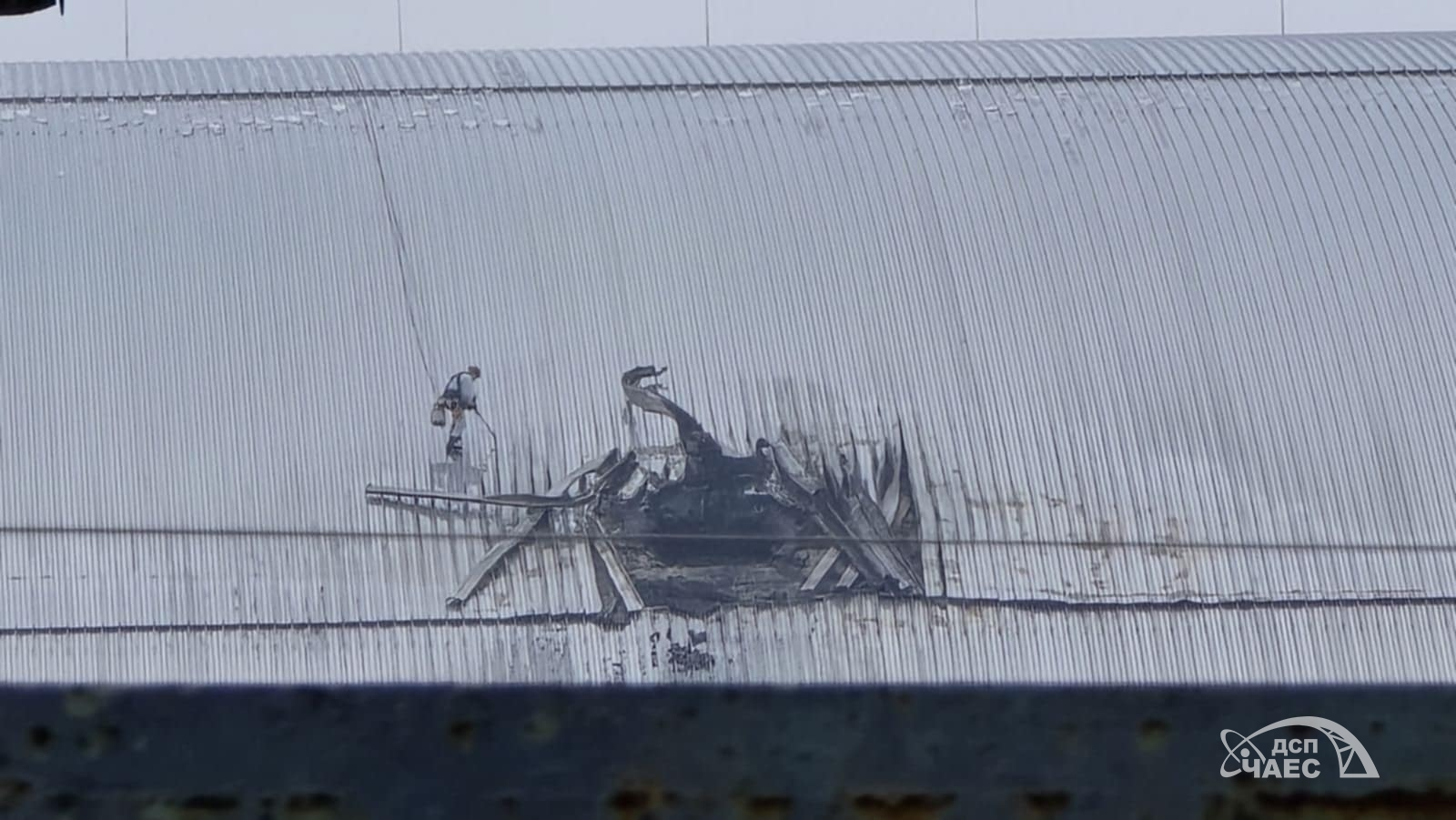
Дыра от взрыва беспилотника

Пожар привёл к риску коррозии стали укрытия и продолжению разрушения старого саркофага. По состоянию на март 2025 года Украина и МАГАТЭ сообщили, что радиационный фон снаружи сохранялся в норме.
Гринпис сообщил, что укрытие более не может функционировать согласно проекту и что планы по работе с реактором были существенно нарушены. По мнению эксперта Greenpeace Ukraine по атомной энергетике, для ремонта укрытие, вероятно, придётся снять, разобрать и заменить. МАГАТЭ сообщили, что функционирование укрытия нарушено, а его восстановление потребует «больших затрат». Начальник отдела эксплуатации укрытия Артём Сирый считает, что постройку невозможно восстановить до первоначального состояния, а частичное восстановление может стоить «сотни миллионов долларов».

## Реакция
Президент Украины Владимир Зеленский заявил, что Россия целенаправленно атаковала ядерный объект в день начала Мюнхенской конференции безопасности.
Премьер-министр Украины Денис Шмигаль назвал атаку террористическим актом и призвал страны мира наложить на Россию более жесткие санкции.
Россия отвергла все обвинения в атаке на Чернобыль, заявив, что её военные не наносят удары по украинской ядерной инфраструктуре, и «любые утверждения о том, что это имело место, не соответствуют действительности». Пресс-секретарь Кремля Дмитрий Песков, выступая на пресс-конференции в Москве в пятницу, заявил, что Киев инсценировал инцидент, чтобы сорвать перспективы российско-американских контактов. Пресс-секретарь МИД России Мария Захарова заявила, что обвинения являются частью более широких усилий Украины по подрыву позиций России на мировой арене.